# Сельское поселение «Деревня Карцово»
Се́льское поселе́ние «Деревня Карцово» — муниципальное образование в Дзержинском районе Калужской области Российской Федерации.
Административный центр — деревня Карцово.

## История
Статус и границы сельского поселения установлены Законом Калужской области от 28 декабря 2004 года № 7-ОЗ «Об установлении границ муниципальных образований, расположенных на территории административно-территориальных единиц "Бабынинский район", "Боровский район", "Дзержинский район", "Жиздринский район", "Жуковский район", "Износковский район", "Козельский район", "Малоярославецкий район", "Мосальский район", "Ферзиковский район", "Хвастовичский район", "Город Калуга", "Город Обнинск", и наделении их статусом городского поселения, сельского поселения, городского округа, муниципального района»

## Население
| 2010 | 2012 | 2013 | 2014 | 2015 | 2016 | 2017 |
| ---- | ---- | ---- | ---- | ---- | ---- | ---- |
| 855  | ↗881 | ↘864 | ↘847 | ↘828 | ↘806 | ↘796 |
| 2018 | 2019 | 2020 | 2021 |      |      |      |
| ↗808 | ↘770 | →770 | ↗878 |      |      |      |

## Состав сельского поселения
| №  | Населённый пункт  | Тип населённого пункта          | Население |
| -- | ----------------- | ------------------------------- | --------- |
| 1  | Акишево           | деревня                         | ↘13       |
| 2  | Большое Болынтово | деревня                         | ↘8        |
| 3  | Желтыкино         | деревня                         | ↘56       |
| 4  | Заполье           | деревня                         | →0        |
| 5  | Карцово           | деревня, административный центр | ↗705      |
| 6  | Кожухово          | деревня                         | ↗8        |
| 7  | Костиково         | деревня                         | ↘8        |
| 8  | Крутицы           | деревня                         | ↘1        |
| 9  | Макарово          | деревня                         | ↗20       |
| 10 | Малое Болынтово   | деревня                         | ↗7        |
| 11 | Мурзино           | деревня                         | →0        |
| 12 | Некрасово         | деревня                         | →4        |
| 13 | Носыкино          | деревня                         | ↘6        |
| 14 | Огарево           | деревня                         | ↘19       |